# Tordelloso
Tordelloso es una localidad y una EATIM española del municipio de La Miñosa, en la provincia de Guadalajara. Está situada en la Ruta de la Lana.

## Historia
A mediados del siglo XIX, el lugar, por entonces con ayuntamiento propio, contaba con una población censada de 61 habitantes. La localidad aparece descrita en el decimoquinto volumen del Diccionario geográfico-estadístico-histórico de España y sus posesiones de Ultramar de Pascual Madoz de la siguiente manera:

TORDELLOSO: l. con ayunt. en la prov. de Guadalajara (12 leg.), part. jud. de Atienza (3/4), aud. terr. de Madrid (22), c. g. de Castilla la Nueva, dióc. de Sigüenza (5): sit. en un alto con buena ventilacion y clima sano sin que se conozcan otras enfermedades, que algunos dolores de costado: tiene 25 casas; una fuente de buen agua; escuela de instruccion primaria frecuentada por 10 alumnos, dotada con 17 fan. de trigo; una igl. (Sto. Domingo de Guzman) aneja de la de Cañamares. térm.: confina con los de Alpedroches, Cañamares, Narros y Atienza: el terreno es de inferior calidad y de secano; comprende un monte de encina y marojo. caminos: los que dirigen á los pueblos limítrofes, en mal estado. correo: se recibe y despacha en la cab. del part. prod.: trigo, cebada, centeno, avena, garbanzos, guisantes y otras legumbres, leñas de combustible y yerbas de pasto con las que se mantiene ganado lanar y vacuno; hay caza de liebres y perdices. pobl.: 17 vec., 61 alm. cap. prod.: 627,500. rs. imp.: 25,100. contr.: 1,404.
(Madoz, 1849, p. 25)